# 高塚清一
高塚 清一（たかつか せいいち、1947年3月7日 - 2025年3月1日）は、静岡県出身、磐田市在住の元競艇選手。
登録番号2014。身長167cm。血液型O型。20期。静岡支部所属。

## 来歴
競輪選手の父を持つ家庭に育ち、「ここにいても仕方ない」と進学した地元の高校を中退すると、浜名湖競艇場を訪れて観戦した際に「自分ならもっとうまく操縦できる」と直感。
1965年11月に地元・浜名湖でデビューし、デビュー節で初勝利も挙げる。
1967年11月の桐生で初優出初優勝を果たし、1969年8月の常滑・東海地区選でGI初出場。
5期目には5.89の勝率でA級に昇格してこの期からA級常連になり、9期目の1970年後期には7.34の自己最高勝率を残した。
1970年3月の住之江・鳳凰賞に選考順位20位で初出場するが、この大会は登録番号2000番台の選手が高塚だけで最若手として出場。
当時から体格が良く重量級で、当時は最低体重制限などはなく、男子でも40kg台の軽量選手が多かったため、SG、GIの常連にはなりきれなかったものの、SGは7回出場し、最後のSG出場は1990年の戸田・全日本選手権競走であった。
重量級の威力はランナ戦で発揮され、大森健二らに負けないランナ巧者であった。5回ほど開催されたGⅡのランナー王座決定戦競走でも優出があり、ランナ戦全盛期とも言える1991年には自己最高となる約3190万円の賞金を獲得。
2013年1月には常滑で当時の最年長優勝記録である65歳10か月での優勝を果たし、その後も長く活躍し続け、加藤峻二の引退後は現役最年長レーサーとなる。
2020年7月12日には津3日目第2レースで逃げ切って1着となり、73歳4か月5日で歴代最年長勝利記録を更新だけでなく、同年には加藤の持っていた現役最年長記録も更新したばかりか、その後も自身の持つ歴代最年長勝利記録を更新し続けており、2022年9月7日の浜名湖「B級ボートレースメモリアル BOATBoyCUP」では峰竜太と共に優勝戦に進出し、自身が持つ最年長優出記録も更新している（結果は6着）。
2024年3月7日、レース出場中の浜名湖で自身の77回目の誕生日を迎え、第3レースでは1着となって自身の歴代最年長勝利記録を更新。さらに同日の第9レースでも2着に入り、主催者から記念品としてうなぎが贈呈された。同年6月18日の津のマスターリーグ初日2Rで1着、9月14日の江戸川マスターズリーグ第5戦3日目4Rで1着、2025年1月25日の平和島の「JESCOカップ・平和島劇場開設15周年記念」最終日9Rでも1着となり通算2398勝目として、自身が持つ最年長1着記録をその都度更新し、77歳10カ月とした。また長年にわたるボートレース業界への貢献に対して、「令和6年 優秀選手表彰式典」において特別賞が授与された。
2025年3月1日、死去した。77歳没。訃報は同月3日、日本モーターボート競走会が発表した。死因は不明。
通算出走回数は1万3461回、うち1着2398回、優勝47度。2025年1月25日の平和島最終日第9レースが最後の1着で、同年2月27日の多摩川最終日第7レースでの6着が生前最後のレースとなった。

## 人物・エピソード
- 静岡支部の後輩にあたる笠原亮が大怪我からレースに復帰する際、笠原に電話をかけて励ました[16]。また、笠原によると「高塚さんは絶対に愚痴をこぼさない」という[16]。
- ボートレースCMの2025年版[17]で登場する「ササノ」（演：笹野高史）のモデルでもあった[15]。高塚の逝去後、笹野は自身のXで追悼コメントを寄せている[18][19]。